# Malacosteus australis
Malacosteus australis — вид голкоротоподібних риб родини Стомієві (Stomiidae).

## Поширення
Вид зустрічається на сході Індійського океану. Населяє товщу води на глибині 500—1000 м.

## Опис
Від Malacosteus niger відрізняється меншим фотофорами та дрібнішим розміром тіла. Тіло сягає 19,6 см. Живиться зоопланктоном.